# Göran Ringbom
Jens Göran Göte Ringbom, född 8 juni 1944 i Halla, Gotlands län, är en svensk musiker.
Ringbom är utbildad familjeterapeut vid Uppsala universitet. Under en period drev han en egen restaurang och ett hotell i Hamra på Gotland. Han är självlärd på gitarr och piano och som 12-åring startade han en musikgrupp men blev musiker på heltid 1976. Han var sångare och en av frontfigurerna i Di sma undar jårdi, kända med låten "Snabbköpskassörskan", men han lämnade gruppen 1988. Han är en ofta återkommande gäst i Vänersborgs Eminenta Storband. Han har totalt spelat in 12 LP- och CD-skivor.

## Familj
Ringboms far Jens Ringbom var besättningsman på Hansa och omkom när fartyget förliste 1944; hans mor var lärare. Ringboms son Jakob Ringbom är författare.